# Сельское поселение «Верх-Читинское»
Се́льское поселе́ние «Верх-Читинское» — муниципальное образование в Читинском районе Забайкальского края Российской Федерации.
Административный центр — село Верх-Чита.

## История
Статус и границы сельского поселения установлены Законом Читинской области от 19 мая 2004 года «Об установлении границ, наименований вновь образованных муниципальных образований и наделении их статусом сельского, городского поселения в Читинской области»

## Население
| 2010  | 2011  | 2012  | 2013  | 2014  | 2015  | 2016  |
| ----- | ----- | ----- | ----- | ----- | ----- | ----- |
| 2127  | ↗2140 | →2140 | ↗2158 | ↘2146 | ↘2121 | ↗2150 |
| 2017  | 2018  | 2019  | 2020  | 2021  |       |       |
| ↘2134 | ↘2119 | ↗2157 | ↘2133 | ↘1853 |       |       |

## Состав сельского поселения
| № | Населённый пункт | Тип населённого пункта       | Население |
| - | ---------------- | ---------------------------- | --------- |
| 1 | Береговой        | посёлок                      | ↗351      |
| 2 | Верх-Чита        | село, административный центр | ↘1641     |
| 3 | Мухор-Кондуй     | село                         | ↘59       |
| 4 | Ручейки          | посёлок                      | ↗45       |